# Гојко Дакић
Гојко Дакић (Заблеће, 1944 — Бања Лука, 3. мај 2011) је био српски новинар и публициста.

## Биографија
Рођен је у Заблећу. У родном мјесту је завршио основну и средњу школу. Природно-математички факултет, одсјек за биологију је завршио у Сарајеву. Био је дописник неколико дневних новина (Вечерње новости, Ослобођење) до распада Југославије. У вријеме када је Кључ био у саставу Републике Српске, радио је као директор Народног универзитета Кључ, директор Радио Кључа и директор Конфекције „Рибничанка“. У Гласу Српске се запослио након пада Кључа 1995, гдје је радио све до пензионисања 2008.
Преминуо је у 67. години живота 3. маја 2011. у Бањој Луци. Сахрањен је 5. маја 2011. на Новом гробљу у Бањалуци.